# Sudamerlycaste cinnabarina
Sudamerlycaste cinnabarina (Lindl. ex J.C.Stevens) Archila, 2002, è una pianta della famiglia delle Orchidacee originaria del Sud America.

## Descrizione
È un'orchidea di grandi dimensioni con comportamento terricolo (geofita) e occasionalmente litofita. S. cinnabarina presenta pseudobulbi ovoidali, sottesi da brattee fogliari molto embricate, recante all'apice foglie dotate di lungo picciolo, di forma lanceolata, fortemente a coste, acuminate.
La fioritura avviene normalmente dall'inverno alla primavera, mediante un'infiorescenza derivante da uno pseudobulbo maturo, lunga anche 50 centimetri, con 5 o 6 brattee floreali a forma tubolare e recante un solo fiore. Questo è grande da 4 a 5 centimetri, di consistenza rigida e cerosa, molto profumato e presenta petali e sepali verdi a bordi ondulati, con 2 sepali caratteristicamente ripiegati verso il basso e labello di colore arancione intenso con margini molto frastagliati

## Distribuzione e habitat
La specie è originaria dell'America Meridionale, in particolare di Colombia, Perù ed Ecuador dove cresce terricola (geofita) ed occasionalmente litofita in ambienti di montagna, da 1000 a 2500 metri sul livello del mare.

## Sinonimi
Maxillaria cinnabarina Lindl. ex J.C.Stevens, 1853

Lycaste cinnabarina (Lindl. ex J.C.Stevens) Rolfe, 1893

Ida cinnabarina (Lindl. ex J.C.Stevens) A.Ryan & Oakeley, 2003

Lycaste denningiana Rchb.f., 1876

Sudamerlycaste denningiana (Rchb.f.) Archila, 2002

Ida cinnabarina var. major Oakeley, 2008

Sudamerlycaste cinnabarina var. major (Oakeley) Archila, 2009

## Coltivazione
Questa pianta richiede in coltivazione esposizione a mezz'ombra, temperature miti per tutto l'anno, all'epoca della fioritura occorre aumentare la temperatura e somministrare acqua